# 홍산 순씨
홍산 순씨(鴻山荀氏)는 충청남도 부여군 홍산면을 본관으로 하는 한국의 성씨이다.

## 역사
홍산 순씨(鴻山荀氏)는 『세종실록지리지』에 충청도 공주목 홍산현(鴻山縣)의 토성(土姓)으로 기록되어 있다.
순한영(荀漢英)의 아들 순경진(荀慶震, 1566년생)이 1589년(조선 선조(宣祖) 22년) 증광(增廣) 진사시(進士試)에 합격하였다. 순경진(荀慶震)의 자는 중심(重深)이며, 거주지는 한산(韓山)이었다.
조선 선조 때 순 아무개의 제자 이몽학이 반란을 일으키면서 이몽학의 난에 연루되어 가문이 쇠퇴하였고, 이후 과거 급제자를 배출하지 못하였다.

## 본관
홍산(鴻山)은 충청남도 부여군 홍산면 일대의 지명이다. 본래 백제의 대산현(大山縣)이었다. 757년(신라 경덕왕 16년) 한산현(翰山縣)으로 고쳐 가림군(嘉林郡)의 영현으로 하였다. 
940년(고려 태조 23년) 홍산현(鴻山縣)으로 고치고, 1175년(명종 5) 한산감무로 하여금 이를 겸하게 하였다. 1413년(조선 태종 13년) 현감이 파견되었다. 
『세종실록지리지』에 충청도 공주목 홍산현(鴻山縣)의 토성(土姓)으로 한(韓)·순(荀) 2성이 기록되어 있다.
1895년(고종 32) 홍산군(郡)으로 승격되었으나, 1914년 충청남도 부여군에 병합되어 홍산면이 되었다.

## 인구
2015년 대한민국 통계청 인구주택총조사에서 홍산 순(荀)씨 748명, 홍산 순(筍)씨 203명으로 총 951명으로 조사되었다. 순(筍)은 순(荀)의 오기로 추정된다.

## 같이 보기
- 일직 손씨(一直孫氏) 시조인 손응(孫凝)의 원래 성은 순(荀)이였으나 고려 제8대 왕 현종의 이름 순(詢)과 발음이 같다고 하여 손씨를 하사받았다고 한다.